# Alexander Golitzen
Alexander Golitzen (Mosca, 28 febbraio 1908 – San Diego, 26 luglio 2005) è stato uno scenografo statunitense.
Vinse tre Oscar alla migliore scenografia: nel 1944 per Il fantasma dell'Opera, nel 1961 per Spartacus e nel 1963 per Il buio oltre la siepe.

## Filmografia parziale
- Folies Bergère de Paris, regia di Roy Del Ruth (1935)
- Il prigioniero di Amsterdam (Foreign Correspondent), regia di Alfred Hitchcock (1940)
- Quell'incerto sentimento (That Uncertain Feeling), regia di Ernst Lubitsch (1941)
- Gung Ho! ('Gung Ho!': The Story of Carlson's Makin Island Raiders), regia di Ray Enright (1943)
- La strada scarlatta (Scarlet Street), regia di Fritz Lang (1945)
- Una donna distrusse (Smash-Up: The Story of a Woman), regia di Stuart Heisler (1947)
- La rapina del secolo (Six Bridges to Cross), regia di Joseph Pevney (1955)
- Casa da gioco (One Desire), regia di Jerry Hopper (1955)
- Tre americani a Parigi (So This Is Paris), regia di Richard Quine (1955)
- Il mistero della piramide (Abbott and Costello Meet the Mummy), regia di Charles Lamont (1955)
- All'inferno e ritorno (To Hell and Back), regia di Jesse Hibbs (1955)
- Il tigrotto (The Toy Tiger), regia di Jerry Hopper (1956)
- Le avventure di mister Cory (Mister Cory), regia di Blake Edwards (1957)
- In licenza a Parigi (The Perfect Furlough), regia di Blake Edwards (1958)
- L'infernale Quinlan (Touch of Evil), regia di Orson Welles (1958)
- La tentazione del signor Smith (This Happy Feeling), regia di Blake Edwards (1958)
- Gangster, amore e... una Ferrari (Never Steal Anything Small), regia di Charles Lederer (1959)
- Lo specchio della vita (Imitation of Life), regia di Douglas Sirk (1959)
- Uno sconosciuto nella mia vita (A Stranger in My Arms), regia di Helmut Käutner (1959)
- Spartacus, regia di Stanley Kubrick (1960)
- Merletto di mezzanotte (Midnight Lace), regia di David Miller (1960)
- Fior di loto (Flower Drum Song), regia di Henry Koster (1961)
- Una sposa per due (If a Man Answers), regia di Henry Levin (1962)
- Capitan Newman (Captain Newman, M.D.), regia di David Miller (1963)
- Quel certo non so che (The Thrill of It All), regia di Norman Jewison (1963)
- Missione in Oriente (The Ugly American), regia di George Englund (1963)
- I cinque volti dell'assassino (The List of Adrian Messenger), regia di John Huston (1963)
- Lo sport preferito dall'uomo (Man's Favorite Sport?), regia di Howard Hawks (1964)
- Shenandoah - La valle dell'onore (Shenandoah), regia di Andrew V. McLaglen (1965)
- Quello strano sentimento (That Funny Feeling), regia di Richard Thorpe (1965)
- Gambit - Grande furto al Semiramis (Gambit), regia di Ronald Neame (1966)
- Tobruk, regia di Arthur Hiller (1966)
- Millie (Thoroughly Modern Millie), regia di George Roy Hill (1967)
- L'uomo dalla cravatta di cuoio (Coogan's Bluff), regia di Don Siegel (1968)
- Airport, regia di George Seaton (1970)
- Brivido nella notte (Play Misty for Me), regia di Clint Eastwood (1971)
- Mattatoio 5 (Slaughterhouse-Five), regia di George Roy Hill (1972)
- Breezy, regia di Clint Eastwood (1973)
- Terremoto (Earthquake), regia di Mark Robson (1974)